# Нові Зорі
Нові Зо́рі (рос. Новые Зори) — селище у складі Павловського району Алтайського краю, Росія. Адміністративний центр Новозоринської сільської ради.

## Населення
Населення — 3269 осіб (2010; 3354 у 2002).
Національний склад (станом на 2002 рік):
- росіяни — 94 %